# Maurice Quenouille
Maurice Henry Quenouille (1924–1973) – brytyjski statystyk, twórca procedury statystycznej zwanej metodą jacknife. Quenouille pracował w rolniczej stacji doświadczalnej Rothamsted Research, w London School of Economics oraz w Imperial College London. Był członkiem Royal Society of Edinburgh. 